# X-PO 2089 サイバーレボリューション
X-PO 2089 サイバーレボリューション(X-PO : 2089 Cyber Revolution)は、フランスのゲーム開発会社カリスト（Kalisto）によって開発されたアドベンチャービデオゲームである。PlayStationおよびMicrosoft Windows向けに開発されたが、PlayStation版は未発売に終わり、Microsoft Windows版のみがNECにより無料配布された。

## 概要
1998年から1999年にかけての「日本におけるフランス年」を記念して開発されたゲームである。
ゲーム内容はプレイヤーがフランスの歴史を学びながら冒険を進めるアドベンチャーゲームである。
歴史学で取り上げられる内容に限らず、フランスの発明品などを題材に、ゲーム内で提示されるさまざまなエピソードや逸話を探索することで、フランスの歴史や文化に関する知識を深めることが目的とされている。